# Heidelberger Landstraße 218
Das Fachwerkhaus in der Heidelberger Landstraße 218 ist ein Bauwerk in Darmstadt-Eberstadt.

## Geschichte und Beschreibung
Das langgestreckte zweigeschossige, verputzte Fachwerkhaus steht an städtebaulich dominanter räumlicher Stellung an der Ecke Heidelberger Landstraße / Oberstraße.
Über dem gemauerten Erdgeschoss zeigt die Thermografie ein barockes Schmuckfachwerk mit teilweise durch Andreaskreuze betonte Brüstungsfelder.
Die verschiedenen Giebelstellungen weisen auf einen mehrfachen Umbau des Gebäudes hin.

## Denkmalschutz
Das Fachwerkhaus ist aus architektonischen, baukünstlerischen und stadtgeschichtlichen Gründen ein Kulturdenkmal.